# Flanderization

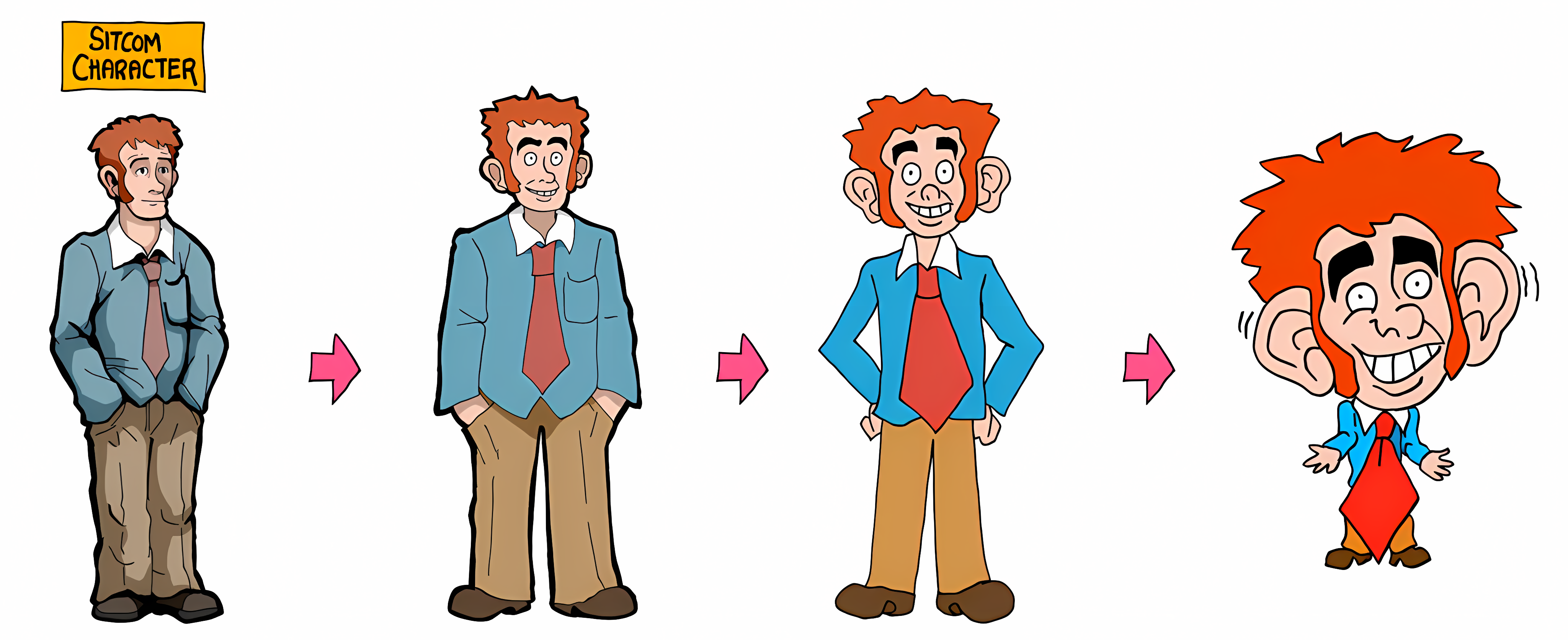
En visuell demonstration av flanderization; med tiden blir vissa av figurens detaljer överdrivna medan andra detaljer förloras till dess hen blir blott en karikatyr av vad hen var tidigare.

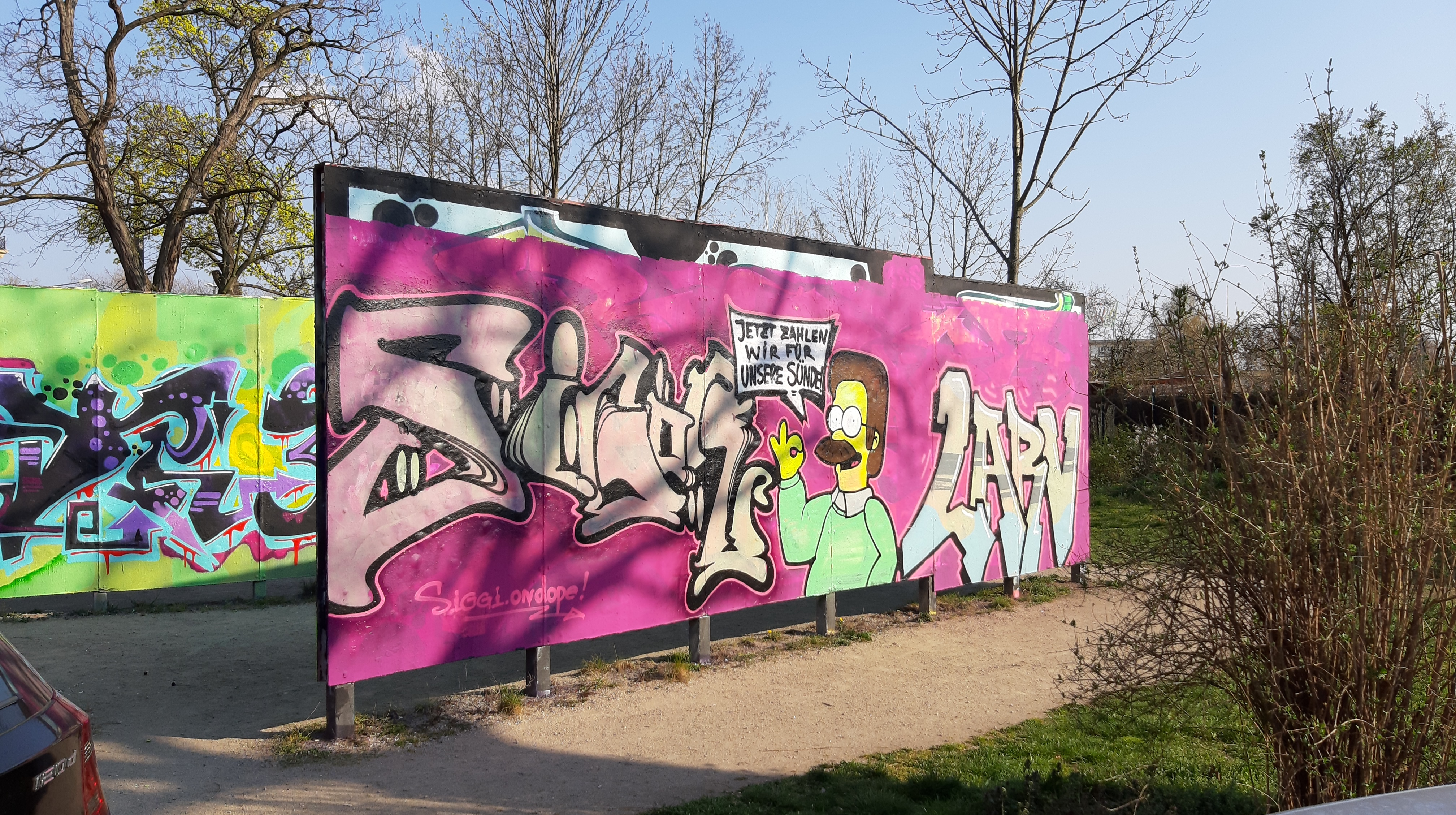
Streetart föreställande Ned Flanders som givit upphov till namnet.

Flanderization är den process i vilken en fiktiv persons personlighetsdrag överdrivs över tid. Initialt kan personlighetsdraget vara ett mindre inslag i figurens persona, men med tiden överdrivs den mer och mer tills det blir just det karaktärsdraget som definierar figuren. Namnet härstammar från figuren Ned Flanders i tv-serien The Simpsons som genomgick en förändring från att vara en balanserad person till att bli näst intill enbart dogmatiskt religiös.  Andra serier som har uppmärksammats för flanderization är amerikanska The Office, Family Guy och Svampbob fyrkant. Flanderization används primärt rörande fiktiva personer men begreppet har även använts gällande riktiga personer och historiska händelser.